# Dick Schoenaker
Dirk „Dick” Hendrikus Schoenaker (ur. 30 listopada 1952 w Ede) – holenderski piłkarz, grający na pozycji pomocnika lub skrzydłowego. Z reprezentacją Holandii, w której barwach od 1978 do 1985 roku rozegrał 13 meczów i strzelił 6 goli, zdobył wicemistrzostwo świata w 1978 roku. Był zawodnikiem FC Wageningen, De Graafschap, Ajaksu Amsterdam, FC Twente oraz Vitesse Arnhem.